# Kollegialgerichtsrichtlinie
Die Kollegialgerichtsrichtlinie ist ein Rechtsbegriff aus dem deutschen Staatshaftungsrecht. 
Nach ständiger Rechtsprechung des Bundesgerichtshofs trifft einen Beamten in der Regel kein Verschulden, wenn ein mit mehreren Rechtskundigen (Berufsrichtern) besetztes Kollegialgericht die Amtstätigkeit als objektiv rechtmäßig angesehen hat. Dies beruht auf der Erwägung, dass von einem Beamten, der allein und im Drang der Geschäfte handeln muss, keine bessere Rechtseinsicht erwartet werden kann als von einem Gremium mit mehreren Rechtskundigen, das in voller Ruhe und nach reiflicher Überlegung entscheidet, nachdem vorher der Prozessstoff in ganzer Fülle vor ihm ausgebreitet war.
Dieser Grundsatz ist regelmäßig nur für Amtspflichtverletzungen entwickelt worden und kann auch nur dort in Grenzen unter bestimmten Voraussetzungen Geltung beanspruchen. Er setzt voraus, dass das konkrete Verhalten desjenigen Amtsträgers, der die im Haftungsprozess zu beurteilende Amtspflichtverletzung begangen hat, Gegenstand kollegialgerichtlicher Billigung gewesen ist. Er gilt also nicht bereits dann, wenn sich der Amtsträger lediglich allgemein auf Gerichtsentscheidungen berufen kann, die seine Rechtsauffassung stützen.
Allgemein ist eine Verneinung des Verschuldens nur dann gerechtfertigt, wenn das Kollegialgericht die Rechtmäßigkeit der Amtstätigkeit nach sorgfältiger Prüfung bejaht hat. Der Bundesgerichtshof hat daher Ausnahmen von dieser allgemeinen Richtlinie in solchen Fällen zugelassen, in denen die Annahme des Kollegialgerichts, die Amtshandlung sei rechtmäßig gewesen, auf einer unzureichenden tatsächlichen oder rechtlichen Beurteilungsgrundlage beruhte, etwa deshalb, weil das Gericht sich bereits in seinem Ausgangspunkt von seiner sachlich verfehlten Betrachtungsweise nicht hat freimachen können oder weil es infolge unzureichender Tatsachenfeststellung von einem anderen Sachverhalt als dem, vor den der Beamte gestellt war, ausgegangen ist oder den festgestellten Sachverhalt nicht sorgfältig und erschöpfend gewürdigt hat.
Für die Anwendbarkeit ist nicht zwingend erforderlich, dass das betreffende Kollegialgericht aufgrund mündlicher Verhandlung oder durch Urteil entschieden hat. Es genügt vielmehr auch ein Gerichtsbescheid. Wenn die einschlägige Verfahrensordnung es zulässt, dass das Gericht sich seine abschließende Überzeugung über die Rechtmäßigkeit eines behördlichen Aktes ohne mündliche Verhandlung bildet, so muss eine auf diese Weise gewonnene Erkenntnis auch im Amtshaftungsprozess die gleiche Wirkung entfalten wie ein aufgrund mündlicher Verhandlung ergangenes Urteil.

## Beispiel
Ein Bürger reicht beim Bauamt einen Antrag auf Erteilung einer Baugenehmigung ein. Der zuständige Beamte lehnt den Antrag jedoch ab, weil aus seiner Sicht die Voraussetzungen für die Erteilung der Baugenehmigung nicht gegeben sind. Der Bürger wendet sich gegen diese Entscheidung an das Verwaltungsgericht. Der Prozess um die Baugenehmigung geht über mehrere Instanzen. Eine der unteren Instanzen bestätigt die Entscheidung des Beamten, den Bauantrag abzulehnen und weist die Klage des Bürgers ab. Auf die Berufung des Bürgers fällt aber schließlich in einer höheren Instanz eine rechtskräftige Entscheidung zu Gunsten des Bürgers: Die Baugenehmigung muss erteilt werden, der Bürger darf wie geplant bauen. Das höhere Gericht stellt damit rechtsverbindlich fest, dass der Beamte dem Bürger die Baugenehmigung seinerzeit nicht hätte versagen dürfen.   
In der Zwischenzeit sind die Kosten für den geplanten Bau jedoch ganz erheblich gestiegen. Diesen Schaden will der Bürger von dem Dienstherrn des Beamten, der Gemeinde, ersetzt bekommen. Denn wie das höhere Gericht festgestellt hat, hätte der Beamte bereits ursprünglich die korrekte Entscheidung treffen müssen, die Baugenehmigung zu erteilen und so dem Bürger einen kostengünstigeren Bau ermöglichen müssen. Ein solcher Schadensersatzanspruch besteht jedoch nicht, weil der zuständige Beamte nicht schuldhaft gehandelt hat: Wenn selbst das aus mehreren Richtern besetzte Gericht in der unteren Instanz (das Kollegialgericht) – letztlich falsch, aber offenbar nicht vollkommen fernliegend – nicht gesehen hat, dass die Baugenehmigung eigentlich hätte erteilt werden müssen, kann auch dem einzelnen Beamten kein Verschuldensvorwurf gemacht werden.